# Luc Mbah a Moute
Luc Richard Mbah a Moute (Yaoundé, 9 de setembro de 1986) é um basquetebolista profissional camaronês que atualmente defende o Houston Rockets  da NBA. Tem 2,03 m de altura e atua como ala-pivô.
Mbah a Moute foi selecionado na segunda rodada do draft da NBA de 2008 (37ª escolha), pelo Milwaukee Bucks.

## Estatísticas na NBA

### Temporada regular
| Ano     | Equipe        | PJ  | PT  | MPP  | %TC  | %3P  | %TL  | RPP | APP | ROB | TPP | PPP |
| ------- | ------------- | --- | --- | ---- | ---- | ---- | ---- | --- | --- | --- | --- | --- |
| 2008-09 | Milwaukee     | 82  | 52  | 25.8 | .462 | .000 | .729 | 5.9 | 1.1 | 1.1 | .5  | 7.2 |
| 2009-10 | Milwaukee     | 73  | 62  | 25.6 | .480 | .353 | .699 | 5.5 | 1.1 | .8  | .5  | 6.2 |
| 2010-11 | Milwaukee     | 79  | 52  | 26.5 | .463 | .000 | .707 | 5.3 | .9  | .9  | .4  | 6.7 |
| 2011-12 | Milwaukee     | 43  | 22  | 23.5 | .510 | .250 | .641 | 5.3 | .7  | .9  | .5  | 7.7 |
| 2012-13 | Milwaukee     | 58  | 45  | 22.9 | .401 | .351 | .571 | 4.4 | .9  | .7  | .2  | 6.7 |
| 2013-14 | Sacramento    | 9   | 5   | 21.8 | .469 | .333 | .692 | 3.0 | 1.7 | 1.0 | .6  | 4.4 |
| 2013-14 | Minnesota     | 55  | 2   | 14.7 | .447 | .214 | .685 | 2.2 | .4  | .4  | .2  | 3.3 |
| 2014-15 | Philadelphia  | 67  | 61  | 28.6 | .395 | .307 | .589 | 4.9 | 1.6 | 1.2 | .3  | 9.9 |
| 2015-16 | L.A. Clippers | 75  | 61  | 17.0 | .454 | .325 | .526 | 2.3 | .4  | .6  | .3  | 3.1 |
| Total   | Total         | 541 | 362 | 23.3 | .445 | .302 | .657 | 4.5 | .9  | .8  | .4  | 6.3 |

### Playoffs
| Ano   | Equipe        | PJ | PT | MPP  | %TC  | %3P  | %TL   | RPP | APP | ROB | TPP | PPP |
| ----- | ------------- | -- | -- | ---- | ---- | ---- | ----- | --- | --- | --- | --- | --- |
| 2010  | Milwaukee     | 7  | 7  | 25.4 | .520 | .000 | .600  | 5.6 | .7  | .3  | .0  | 9.1 |
| 2013  | Milwaukee     | 4  | 4  | 34.0 | .435 | .000 | .722  | 3.5 | 1.8 | 1.0 | .0  | 8.3 |
| 2016  | L.A. Clippers | 5  | 5  | 15.6 | .667 | .000 | 1.000 | 2.0 | .2  | .6  | .0  | 1.8 |
| Total | Total         | 16 | 16 | 24.5 | .506 | .000 | .667  | 3.9 | .8  | .6  | .0  | 6.6 |